# ماينارد جاكسون
ماينارد جاكسون (بالإنجليزية: Maynard Jackson)‏ هو سياسي أمريكي، ولد في 23 مارس 1938 في دالاس في الولايات المتحدة، وتوفي في 23 يونيو 2003 في مقاطعة أرلنغتون في الولايات المتحدة بسبب نوبة قلبية. حزبياً، نشط في الحزب الديمقراطي. وقد انتخب عمدة أتلانتا (1974 – 1982).